# دوشان سيميتش
دوشان سيميتش هو لاعب كرة قدم صربي في مركز الوسط، ولد في 22 يوليو 1980 في جمهورية يوغوسلافيا الاشتراكية الاتحادية. لعب مع نادي أو إف كيه بيوغراد ونادي براشوف ونادي بكسكابا 1912 إلوره ونادي بوسان أي بارك ونادي بياترا نيامتس ونادي كارباتي لفيف.

## وصلات خارجية
- دوشان سيميتش على موقع اتحاد أوكرانيا (الإنجليزية)
- دوشان سيميتش على موقع دوري كوريا الجنوبية (الإنجليزية)
- دوشان سيميتش على موقع قاعدة بيانات كرة القدم.إي يو (الإنجليزية)